# Charles Lennox, 4. vévoda z Richmondu
Charles Lennox, 4. vévoda z Richmondu (Charles Lennox, 4th Duke of Richmond and of Lennox, 4th Earl Darnley and of March, 4th Baron Setrington, 4th Baron Lennox of Torboltoun, duc d'Aubigny) (9. prosince 1764, Gordon Castle, Skotsko – 28. srpna 1819, Richmond, Kanada) byl britský generál a státník. Od mládí sloužil v armádě, během napoloenských válek dosáhl hodnosti generála. V mládí byl poslancem Dolní sněmovny za stranu toryů, v roce 1806 po strýci 3. vévodovi z Richmondu zdědil titul vévody a přešel do Sněmovny lordů. Zastával funkce místokrále v Irsku (1807–1813) a generálního guvernéra v Kanadě (1818–1819). Zemřel v Kanadě na následky pokousání liškou nakaženou vzteklinou. V následující generaci přijali potomci alianční jméno Gordon-Lennox.

## Kariéra

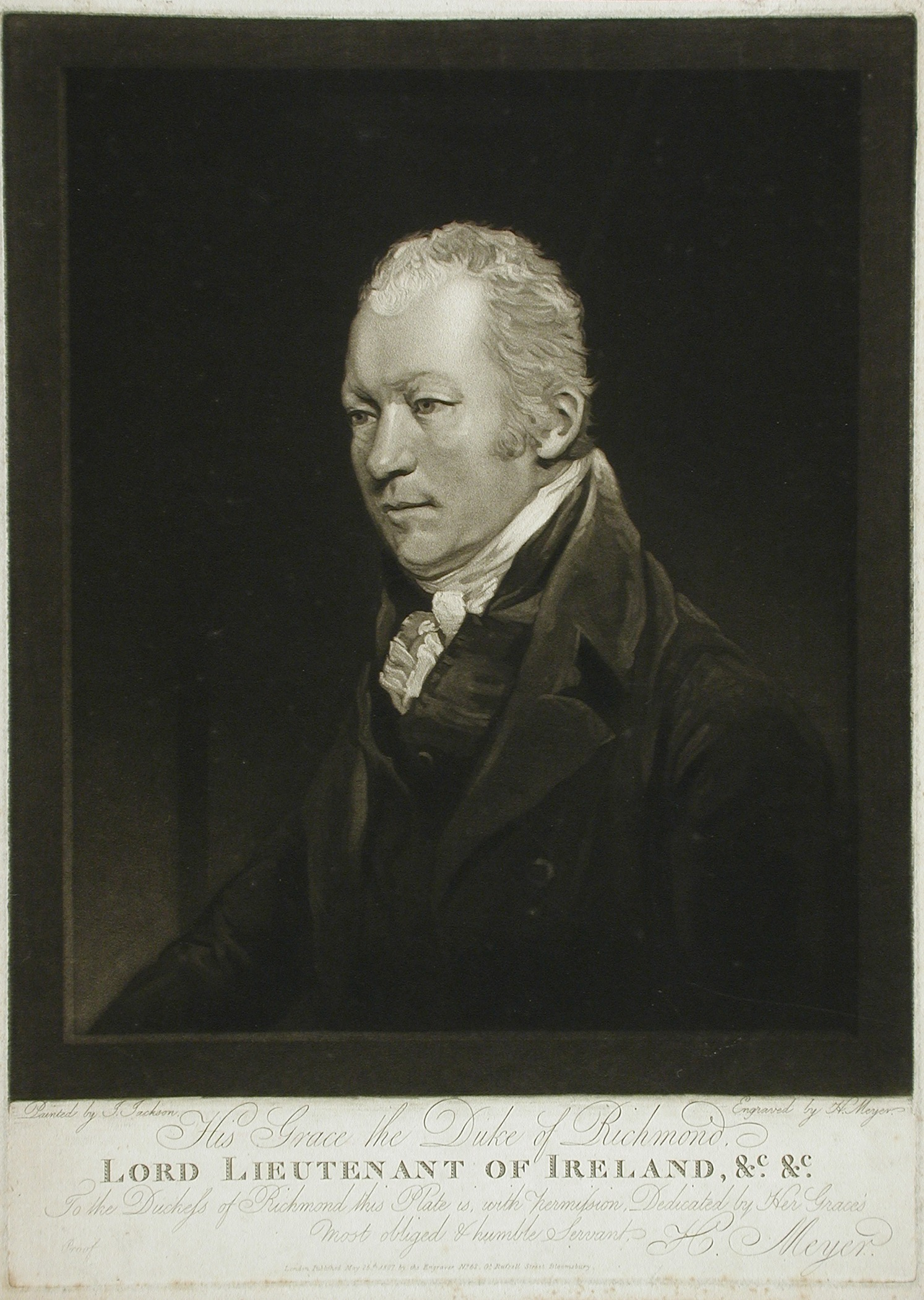
Vévoda z Richmondu jako irský místokrál (1807)

Pocházel z nemanželského potomstva Karla II. Byl synem generála lorda George Lennoxe (1737–1805), po matce Louise Kerr (1739–1803) byl vnukem skotského šlechtice a generála, 4. markýze z Lothianu. Od mládí sloužil v armádě a díky svému původu rychle postupoval v hodnostech, již v roce 1793 byl plukovníkem a zúčastnil se válek proti revoluční Francii. V letech 1784–1795 byl tajemníkem generálního polního zbrojmistra (tuto funkci tehdy zastával jeho strýc 3. vévoda z Richmondu), v letech 1790–1806 byl také poslancem Dolní sněmovny za stranu toryů (v parlamentu zastupoval hrabství Sussex, kde měl statky). Kvůli špatné disciplíně, účasti v několika soubojích (mimo jiné podstoupil duel s královým mladším synem, vévodou z Yorku) a konflikty s nadřízenými byl z armády v roce 1795 propuštěn. V roce 1798 nicméně získal hodnost generálmajora s funkcí královského pobočníka. V letech 1802–1803 byl starostou v Chichesteru (poblíž města se nacházelo hlavní rodové sídlo Goodwood House).
V roce 1805 byl povýšen na generálporučíka, o rok později zdědil po strýci titul vévody a vstoupil do Sněmovny lordů. V letech 1807–1813 zastával funkci místokrále v Irsku (jeho podřízeným na postu irského státního sekretáře byl pozdější slavný vojevůdce, Arthur, vévoda z Wellingtonu). V roce 1812 obdržel Podvazkový řád, dále byl guvernérem v Hullu (1813–1814) a v Plymouthu (1814–1819), mezitím byl v roce 1814 povýšen na generála. Zúčastnil se poslední fáze napoleonských válek, v roce 1815 byl velitelem záložních vojsk v Bruselu určených k obraně města pro případ, že by Napoleon vyhrál bitvu u Waterloo. Od roku 1816 byl lordem-místodržitelem v Sussexu. Po skončení napoleonských válek obdržel od Ludvíka XVIII. opětovné potvrzení nároku na titul francouzského vévody d'Aubigny (tento titul získala předtím od Ludvíka XIV. Louise de Keroual, milenka Karla II. a matka 1. vévody z Richmondu. V letech 1818–1819 byl generálním guvernérem v Kanadě. V létě 1819 byl v Kanadě pokousán liškou, krátce nato zemřel na následky vztekliny. Pohřben byl v Québecu.

## Manželství a potomstvo

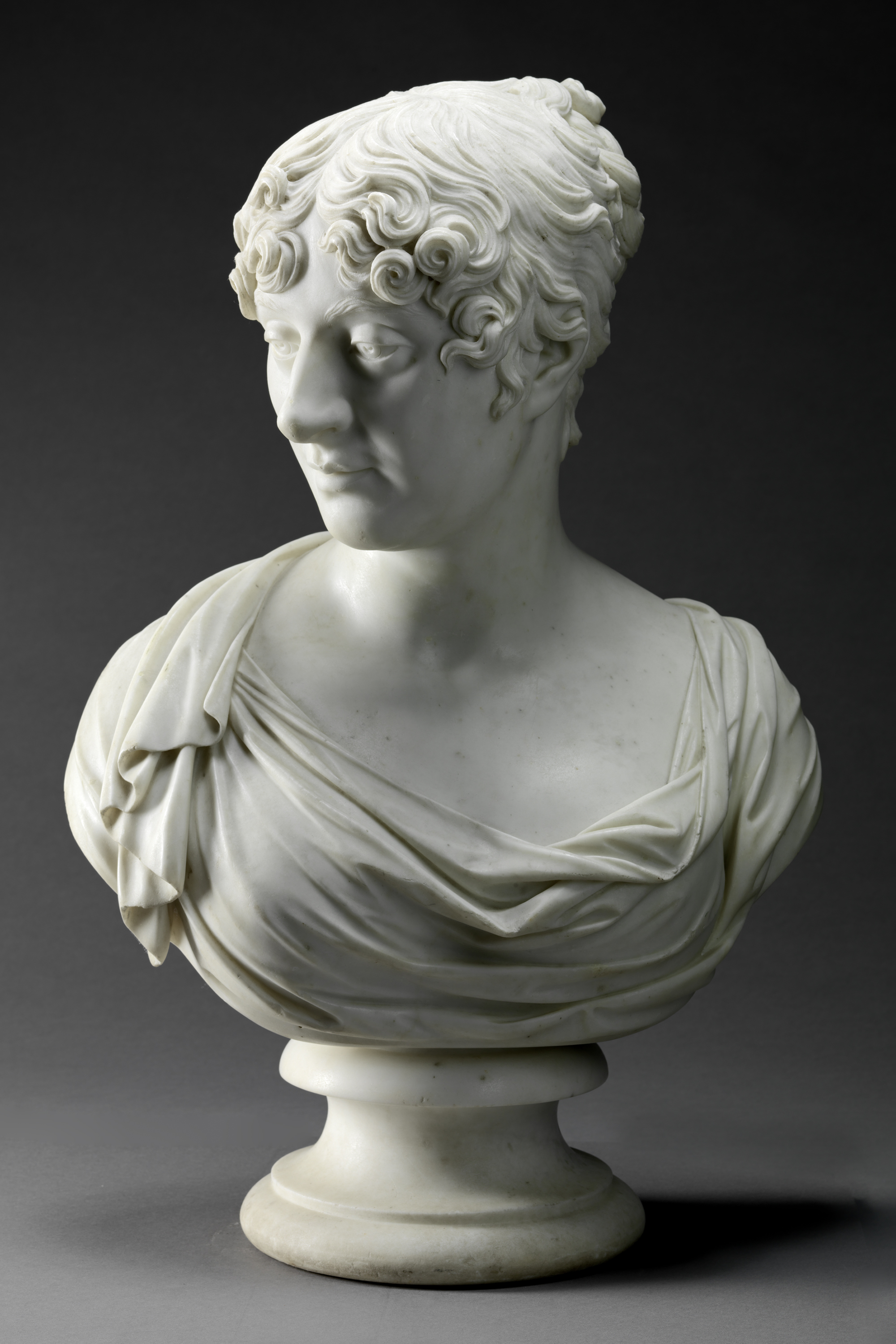
Busta Charlotty, vévodkyně z Richmondu, rozené Gordonové (1812)

Jeho manželkou byla od roku 1789 Charlotta Gordon (1766–1842) ze starobylé skotské šlechty, sestra a dědička posledního vévody z Gordonu (jméno Gordon později Lennoxové přijali spolu s titulem vévodů z Gordonu). Z jejich manželství pocházelo čtrnáct dětí, všichni synové sloužili v armádě, za vysoké důstojníky v armádě a námořnictvu se také provdaly všechny dcery.
- Mary Lennox (1790–1847), manžel Sir Charles Augustus Fitzroy (1796–1858),[pozn. 2] generál, guvernér v Novém Jižním Walesu
- Charles Lennox, 5. vévoda z Richmondu (1791–1860), důstojník, generální poštmistr
- lord John George Lennox (1793–1873), důstojník, člen Dolní sněmovny
- Sarah Lennox (1794–1873), manžel Sir Peregrine Maitland (1771–1854), generál, guvernér a vrchní velitel v jižní Africe
- Georgiana Lennox (1795–1891), manžel William Fitzgerald-de Ros, 22. baron de Ros (1797–1874), generál, guvernér Toweru
- lord Henry Adam Lennox (1797–1812), námořní důstojník, utopil se u břehů Menorcy
- lord William Pitt Lennox (1799–1881), důstojník, spisovatel, člen Dolní sněmovny
- Jane Lennox (1800–1861), manžel Lawrence Peel (1801–1888), bratr premiéra Roberta Peela
- lord Frederick Lennox (1801–1829), důstojník
- lord Sussex Lennox (1802–1874)
- Charlotte Lennox (1804–1833), manžel Maurice Berkeley, 1. baron Fitzhardinge (1788–1867), admirál
- lord Arthur Lennox (1806–1864), důstojník, člen Dolní sněmovny
- Sophia Lennox (1809–1902), manžel lord Thomas Cecil (1797–1873), důstojník, člen Dolní sněmovny

Švagry 4. vévody z Richmondu byli admirál George Cranfield Berkeley (1753–1818) a dlouholetý ministr války a kolonií Henry Bathurst, 3. hrabě Bathurst (1762–1834).